# لاچار
لاچار (به اسپانیایی: Láchar) یک دهستان در اسپانیا است که در استان گرانادا واقع شده‌است.

## خصوصیات
لاچار ۱۳٫۱۲ کیلومترمربع مساحت و ۳٬۰۰۵ نفر جمعیت دارد و ۵۶۸ متر بالاتر از سطح دریا واقع شده‌است.

## خواهرخوانده
شهر لمباردی خواهرخواندهٔ لاچار هست.